# Aron Eli Coleite
Aron Eli Coleite, parfois crédité Aron Coleite, né le 12 octobre 1974, est un dessinateur de bandes dessinées, scénariste, écrivain et producteur de télévision américain, connu pour son travail sur la série télévisée Netflix Daybreak, la série NBC Heroes et sur la série de bandes dessinées Ultimate X-Men.

## Carrière

### Scénariste
- 2003-2006 : Preuve à l'appui (série télévisée, 3 épisodes)[3]
- 2006-2009 : Heroes (série télévisée, 10 épisodes)[4]
- 2012 : The River (série télévisée, 2 épisodes)[5]
- 2012 : The Unknown (série télévisée, 1 épisode)[6]
- 2013 : Hostages (série télévisée, 1 épisode)[7]
- 2013 : Trooper (téléfilm)[8]
- 2016 : Home (téléfilm)[9]
- 2016 : The Proximity Effect (série télévisée)[10]
- 2017 : Star Trek: Discovery (série télévisée, 2 épisodes)[11]
- 2019 : Daybreak (série télévisée, 10 épisodes)[12]
- 2019 : The Only Podcast Left (série de podcasts, 1 épisode)[13]
- 2020 : Ghost Tape (série de podcasts, 8 épisodes)[14]
- 2020-2022 : Locke & Key (série télévisée, 22 épisodes)[15]
- 2024 : Atlas de Brad Peyton

### Producteur
- 2006-2010 : Heroes (coproducteur, coproducteur exécutif, série télévisée, 76 épisodes)[4]
- 2012 : The River (coproducteur exécutif, série télévisée, 7 épisodes)[5]
- 2013 : Trooper (producteur exécutif, téléfilm)[16]
- 2013-2014 : Hostages (producteur consultant, série télévisée)[7]
- 2016 : Home (producteur, téléfilm)[17]
- 2017 : Star Trek: Discovery (coproducteur exécutif, série télévisée, 7 épisodes)[11]
- 2019 : Daybreak (producteur exécutif, série télévisée, 10 épisodes)[18]
- 2019 : The Only Podcast Left (producteur exécutif, série de podcasts, 6 épisodes)[13]
- 2020 : Mortal (producteur exécutif, film)[19]
- 2020 : Ghost Tape (producteur exécutif, série de podcasts, 8 épisodes)[20]
- 2020-2022 : Looke & Key (producteur exécutif, série télévisée, 11 épisodes)[15]
- 2023 : The Spiderwick Chronicles (producteur exécutif, série télévisée, 1 épisode)[21]

## Récompenses
- Meilleure nouvelle série, Writers Guild of America Awards 2007, nomination pour Heroes (2006)[22]
- Meilleure présentation dramatique - Format long, Prix Hugo 2008, nomination pour Heroes (saison 1, 2006)[23]
- Meilleure présentation dramatique - Format court, Prix Hugo 2018, nomination pour Star Trek: Discovery (2017)[24]
- Podcasts - Meilleure écriture, Webby Awards 2020, nomination pour The Only Podcast Left (2019)[25]